# Pierre de Nolhac
Anet Marie Pierre Giraud de Nolhac, född 15 december 1859, död 31 januari 1936, var en fransk författare och konstvetare.
Nolhac var verksam som lärare vid École des hautes études och École du Louvre, var 1887-1920 anställd vid Musée de Versailles och utgav betydelsefulla skrifter om slottet och dess konstskatter, bland annat Histoire du chateau de Versailles (1899-1900) och L'art à Versailles (1931). 1920 blev han direktör för Musée Jacquemart-André i Paris. Nolhac utgav även flera arbeten om Petrarca och Marie-Antoinette, liksom monografier över Jean-Marc Nattier, François Boucher, Jean-Honoré Fragonard och Élisabeth-Louise Vigée-Le Brun. Han var även verksam som poet med verk som Sonnets (1907) och Vers pour la patrie (1922). 1920 blev Nolhac medlem av Franska Akademien.